# Ali Nikiéma
Pour les articles homonymes, voir Nikiema.
Ali Nikiéma né le 21 février 1957, est un sculpteur-fondeur burkinabé.

## Biographie

### Études et débuts
Ali Nikiéma a commencé la sculpture avec l'atelier familial de Sibiri Madi Dermé à Ouagadougou de 1966 à 1970.
En 1971, il intègre le centre national d’artisanat d’art jusqu'en 1976 où il est devenu enseignant par la suite. En 1983, il participe à un stage de formation aux ateliers Massimo de Pietrasanta en Italie.
En 2005, il est chargé de confectionner les deux nouveaux prix du trophée Etalon de Yennega.

## Expositions majeures

### National
- armoiries de la Présidence du Faso
- 1986 : Réalisation du monument Bataille du rail,
- le monument des sportifs africains,
- le Réveil à Ouaga 2000
- 1987 à 1988
  - Réalisation des armoiries de la Présidence du Faso
  - Réalisation du monument de la Jeunesse de Ouahigouya
- 1989 à 1991 : Symposium international de sculpture sur granite de Laogo (Burkina Faso),
- 1990 : Réalisation des Bas-reliefs en bronze du grand marché de Ouagadougou
- 1997 : Réalisation du monument des sportifs africains à Ouagadougou
- 1998 : Réalisation du monument "le réveille" (O.U.A.) à Ouga 2000
- 2000 : Réalisation du monument du tour du Faso
- 2004 : Réalisation d'un monument d'un agriculteur au lycée agricole de Soroboly
- 2005 : Monument de la présidence de Ouagadougou (Burkina Faso)
- le Monument de la jeunesse à Ouahigouya[3].

### Internationale
- 1984 : Festival de sculpture sur neige à Lulluo en Suède,
- 1986 : symposium de Serravezza en Italie,
- Ballaruc en France,
- 1982 : Exposition "Scènes d'intérieures" sur l'art de la table en France
- 1983 : Exposition lors de sa participation au concours de sculpture sur glace et neige à Québec (Canada),
- 1993 : Réalisation d'une sculpture au Parc de Skoulurd (Danemark)
- 1994 : Réalisation de sculptures à Balaruc-les-Bains (France)
- 1999 : exposition SAHEL Garrigues à Agropolis-Museum (France)
- 2002 : Exposition itinérante en Bourgogne (France)
- 2003 : Exposition au Musée de Saint-Pierre

## Prix et reconnaissances
- 1981 : Premier prix du concours de l'agence de coopération culturelle et technique à Ouagadougou (Burkina Faso),
- 1983 : Premier prix au grand prix des arts et des lettres de Ouagadougou (Burkina Faso) consacré,
- 1986 : Artiste du peuple à la semaine nationale de la culture de Koudougou (Burkina Faso),
- 1998 : Chevalier de l'ordre de développement avec agrafe Art (Légion d'honneur),
- 2000 : Chevalier de l'ordre des arts graphiques (Burkina Faso),
- 2005 : Premier prix du Salon de Quissac (France)[2].